# Empidonax
Az Empidonax a madarak (Aves) osztályának verébalakúak (Passeriformes) rendjébe és a királygébicsfélék (Tyrannidae) családjába tartozó nem.

## Rendszerezésük
A nemet Jean Cabanis német ornitológus írta le 1855-ben, az alábbi fajok tartoznak ide:
- zöldes tirannusz (Empidonax virescens)
- sárgahasú tirannusz (Empidonax flaviventris)
- sárgás tirannusz (Empidonax flavescens)
- oregoni légykapó (Empidonax difficilis)
- Empidonax occidentalis
- Empidonax albigularis
- égertirannusz (Empidonax alnorum)
- Empidonax traillii
- Empidonax fulvifrons
- kormosfejű tirannusz (Empidonax atriceps)
- Empidonax wrightii
- törpetirannusz (Empidonax minimus)
- Empidonax hammondii
- Empidonax oberholseri
- Empidonax affinis